# Mont Tanjō
Le mont Tanjō (丹生山, Tanjō-san) est une montagne culminant à 515 m d'altitude dans les monts Tanjō et située dans l'arrondissement Kita-ku de Kobe dans la préfecture de Hyōgo au Japon.

## Histoire
Le mont Tanjō n'est pas le plus haut sommet des monts Tanjō mais il est un symbole de cette chaîne montagneuse. Au centre de la montagne se trouve un temple bouddhiste, le Myōyō-ji censé avoir été créé par Donan-Gyoja, un prince du roi Seong de Baekje. Le sanctuaire Tanjō moderne est supposé faire partie du temple original.
Le mont Tanjō passe également pour avoir été une ancienne source de mercure parce que le nom « Tanjō » signifie à l'origine nyu, mercure. Le sanctuaire Tanjō est l'endroit où vénérer la déesse du mercure.